# Novellino
Il Novellino est un recueil de petits récits d'inspiration courtoise ou chevaleresque composés entre 1260 et 1290 écrit par un auteur anonyme de Florence et dont le manuscrit est perdu.

## Histoire

### Titre
Le titre Il Novellino est utilisé depuis le XVIe siècle. Le recueil est également connu sous les titres de Libro di novelle e di bel parlar gientile [sic] ou de Cento novelle antiche.

### Auteur
L'auteur du Novellino est anonyme. Il s'agit probablement d'un marchand ou un notaire florentin et gibelin. Les récits, très courts (ils se réduisent parfois à un seul mot d'esprit), mettent en scène des personnages bibliques, des nobles, des philosophes ou encore des souverains comme l'empereur Frédéric II, dont on vante les hauts faits.

### Versions
Il existe deux versions de ce recueil : la première contient 100 nouvelles (dont La Damigella di Scalot), la seconde en contient 56 supplémentaires, rédigées par un auteur différent.
Antérieure à la rédaction du Décaméron (XIVe siècle), l'œuvre rédigée en italien vernaculaire constitue l'un des plus anciens témoignages des débuts de la littérature italienne.